# Futbol Club Joventut Republicana
El Futbol Club Joventut Republicana (o simplement FC Joventut com també era conegut) fou un club català de futbol de la ciutat de Lleida, al Segrià.

## Història
El club va ser fundat a les darreries de l'any 1918, vinculat al moviment republicà i catalanista, sota l'escalf de la Joventut Republicana de Lleida. Al cap de poc de la seva fundació el club s'afilià a la Federació Catalana de Futbol i començà a competir al Campionat de Lleida (de la tercera categoria). Es proclamà campió del Campionat de Lleida (de la tercera categoria) les temporades 1924-25, 1925-26 i 1926-27. El club disputava els seus partits al Camp d'Esports, unes instal·lacions poliesportives que van ser modèliques a l'època, començades a construir el 1918, inaugurades el gener de 1919, i que amb posterioritat a la desaparició del club foren utilitzades per altres clubs de la ciutat. A més del futbol disposava d'altres seccions esportives, com la natació o l'atletisme, esports que eren practicats a les seves magnífiques instal·lacions. Va desaparèixer l'any 1927. Durant aquells anys el futbol català estava passant de l'amateurisme encobert a la definitiva professionalització i el club no va poder assumir els problemes econòmics que aquest fet suposava. El seu uniforme era blau fosc.